# Twenty 4 Seven
Twenty 4 Seven är ett eurodance- och hip houseband som bildades 1989 av den holländska producenten Ruud van Rijen. Rapparen Tony Dawson-Harrison (Captain Hollywood) (slutade 1991), som tidigt ersattes med Stacey Paton (Stay-C), utgjorde den ursprungliga gruppen tillsammans med sångerskan Nance Coolen, som senare ersattes av sångerskan Stella. År 2007 gjorde Twenty 4 Seven comeback, då med sångerskan Elle.
Kombinationen av en manlig rappare och en kvinnlig sångerska gjorde Twenty 4 Seven till en framgångssaga. Deras första singeln "I Can't Stand It" gick upp till nummer 7 på Englandslistan år 1990. Strax därefter följde "Are You Dreaming" som blev nummer 17 i Storbritannien. Debutalbumet Street Moves släpptes samma år. 
Under 1991 valde Dawson-Harrison att lämna gruppen för att starta ett annat eurodanceprojekt, Captain Hollywood Project. Mot slutet av sommaren 1993 släpptes "Slave To The Music" som hamnade på listorna över hela Europa, och blev en stor hit världen över. Låten toppade listorna i länder som Nederländerna, Belgien, Tyskland, Danmark, Norge, Finland, Sverige, Schweiz, Spanien, Polen, Irland, Israel, Australien, USA och Storbritannien.
Efter släppet av "Slave To The Music" följde ännu fler hits av gruppen, bland annat "Is It Love" som nådde plats nummer 5 i Israel och nummer 17 i de internationella listorna och "Take Me Away" som blev ännu mer populär. 
"Slave To The Music" och "Is It Love" var gruppens enda hits i Australien. 
Gruppen började långsamt läggas på is av personliga skäl under de nästkommande åren. Stella, en erfaren sångerska, turnerade redan med Captain Hollywood Project och ersatte Coolen, som istället fokuserade på sin solokarriär. Twenty 4 Sevens sista stora hit var "We Are The World" som blev populär i Nederländerna. 
I september 1997 lämnade Stella gruppen för att satsa på en karriär inom modellyrket, och under de återstående två åren var Twenty 4 Seven en manlig duo bestående av Van Rijen och Stay-C. De släppte två singlar: "If You Want My Love" och "Friday Night", vilka inte nådde de listplaceringar gruppen haft tidigare. Singlarna följdes upp av albumet ”24 Hours, 7 Days A Week” som inte heller nådde särskilt höga placeringar.
År 2000 fanns planer på att gruppen skulle släppa ett nytt album skapat av den ursprungliga konstellationen med Stay-C och Nance men detta genomfördes aldrig. Twenty 4 Seven gjorde comeback 2007 efter nästan ett decennium utan ny musik. 
I slutet av oktober 2007 släppte Twenty 4 Seven singeln "Like Flames", en cover av Berlins hitsingel från 1986. Singeln var debuten för Elle, Twenty 4 Sevens nya sångerska. Låten producerades av Ruud van Rijen. 
Under 2021 släppte gruppen ännu en cover, denna gång en cover av låten "Do You Want Me?" av den svenska eurodancegruppen Da Buzz. 

## Diskografi

### Album

#### 1990 - Street Moves
1. I Can't Stand It
2. Whom Do You Trust?
3. In Your Eyes
4. Are You Dreaming
5. Help 'em Understand
6. Living In The Jungle
7. You Can Make Me Feel Good
8. Show Me Your Love Tonight
9. Find A Better Way
10. I Can't Stand It (Bruce Forest Remix)

#### 1993 - Slave To The Music
1. Slave To The Music
2. Is It Love
3. Take Me Away
4. Keep On Trying'
5. Music Is My Live
6. Leave Them Alone
7. What Time Is It
8. Take Your Change
9. Let's Stay
10. Slave To The Music (Ferry & Garnefski Club Mix)
11. Is It Love (Danceability Club Mix)

#### 1994 - I Wanna Show You
1. Intro
2. Gimme More
3. Keep on Tryin'
4. I Wanna Show You
5. On the Playground
6. Paradise
7. Breakin' Up
8. Oh Baby! (Album Version)
9. Words of Wisdom
10. You Gotta Be Safe
11. Runaway
12. Oh Baby! (Atlantic Ocean Dance Mix)

#### 1997 – 24 Hours 7 Days A Week
1. We Are The World
2. Here Is My Heart
3. Friday Night
4. Free
5. Angel
6. If You Want My Love
7. Gimme Lovin'
8. We Are The World (Ruyters & Romero Remix)
9. Friday Night (Paradisio Club Mix)
10. If You Want My Love (Charly L. & Mental T. Remix)

### Singlar
- I Can't Stand It (1989)
- Are You Dreaming (1989)
- I Can't Stand It (1991)
- It Could Have Been You
- Slave To The Music (1993)

Official Mixes
1. Slave To The Music (Ultimate Dance Single Mix)
2. Slave To The Music (Ferry & Garnefski Club Mix)
3. Slave To The Music (Ultimate Dance Extended Mix)
4. Slave To The Music (Ferry & Garnefski Acid Mix)
5. Slave To The Music (Re-Mix)
6. Slave To The Music (Mass Attack Radio Edit)
7. Slave To The Music (Tyler's Radio Edit)
8. Slave To The Music (Digital Mix)
9. Slave To The Music (DJ EFX:s Funky Tribalist Mix)
10. Slave To The Music (DJ EFX:s Bonus a la Pump)
11. Slave To The Music (Tyler's Club Mix)
12. Slave To The Music (Razormaid Mix)
13. Slave To The Music (Naked Eye Remix) (on Is It Love Single)

- Is It Love (1993)
- Take Me Away (1993)
- Leave Me Alone (1994)
- Oh Baby! (1994)
- Keep On Tryin' (1994)
- We Are The World (1996)
- If You Want My Love (1997)
- Friday Night (1997)
- Ne Ne (1999)
- Like Flames (2007)

Official Mixes
1. Like Flames (Single Mix)
2. Like Flames (Pulsedriver Radio Edit)
3. Like Flames (DJ Gollum Radio Edit)
4. Like Flames (Extended Mix)
5. Like Flames (Pulsedriver Remix)
6. Like Flames (DJ Gollum Remix)
7. Like Flames (Instrumental)